# Alexandra Henrion-Caude
Alexandra Henrion-Caude (Warwick, Inglaterra, 16 de octubre de 1969) es una genetista franco-británica. Es particularmente conocida por su oposición a la política sanitaria contra la pandemia de COVID-19.

## Biografía
En 1997, Henrion defendió una tesis doctoral en la Universidad de París Diderot, bajo la dirección de Axel Kahn. Recibió una beca de investigación de la Fundación Nestlé.
Trabajó como neurobióloga en el Centro de Diabetes Joslin de la Escuela de Medicina de Harvard en Boston y en el Instituto Salk de Estudios Biológicos.
Entre 2012 y 2018 fue directora de investigación del INSERM, como jefa de equipo en la unidad 781. En 2012, descubrió la participación del ácido ribonucleico (ARN) no codificante en las enfermedades genéticas. Su trabajo se centró en enfermedades genéticas como la fibrosis quística y el síndrome de Ravine. Fue una de los 22 beneficiarios de las Becas Eisenhower en 2013.
Se interesó por las cuestiones bioéticas, en particular las relacionadas con la investigación sobre embriones humanos, y creó el sitio web Science en conscience.
Henrion-Caude dejó el INSERM a principios de 2018 por «motivos personales». Ese mismo año, dio una charla TED en la que afirmó que un “sexto sentido” sobre el amor sería transmitido por partículas similares a los fotones, a las que llamó “let’s love”.
Actualmente, vive en Mauricio, donde fundó el laboratorio SimplissimA, cuyo objetivo es revalorizar los “remedios tradicionales”.

## Compromisos católicos
Católica comprometida, Alexandra Henrion-Caude estuvo activa en La Manif pour tous a principios de la década de 2010. Se opuso activamente al acceso de las mujeres lesbianas a la procreación médicamente asistida (MAP). Según L'Express, forma parte de la Asociación de Científicos Cristianos, vinculada a la Red Blaise Pascal.
En 2011, cofundó Science en conscience, una asociación que lucha contra los ensayos clínicos con embriones.
En 2019, participó en una conferencia católica organizada en la Ciudad del Vaticano y titulada “Sí a la vida”. Allí explicó su oposición al aborto argumentando que el alma está presente desde la concepción.
En mayo de 2021, colaboró ampliamente en el número de la revista del movimiento tradicionalista Civitas, titulado “Vacuna: lo que se nos oculta”.

## Pandemia de COVID-19
Al principio de la pandemia, Alexandra Henrion-Caude se declaró a favor del uso de mascarillas y del confinamiento. En el verano de 2020, criticó duramente la posibilidad de una vacuna. Luego elogió los méritos de la hidroxicloroquina. El mes siguiente, durante una entrevista con TV Libertés, difundió una información falsa, bastante difundida en los círculos conspirativos, la cual aseguraba que en Sudáfrica se estaba llevando a cabo una campaña de vacunación forzada.
Al mismo tiempo, afirmó que los hisopos utilizados para las pruebas PCR llegaban a la lámina cribiforme, lo que «permitiría pasar nanopartículas, nuevos modos de terapia, directamente al cerebro». La afirmación se basaba en información falsa, ya que la lámina cribiforme está ubicada entre los dos ojos, en una zona no accesible al hisopo.

## Publicaciones
- HENRION CAUDE, Alexandra (2023). Les apprentis sorciers: Tout ce que l'on vous cache sur l'ARN messager.[15][16]